# Linkse Fractie in het Europees Parlement - GUE/NGL
De Linkse Fractie in het Europees Parlement - GUE/NGL (Engels: The Left group in the European Parliament - GUE/NGL, Frans: Le groupe de la gauche au Parlement européen - GUE/NGL) is een linkse tot extreemlinkse fractie in het Europees Parlement. Ze bestaat uit socialistische, communistische en ecosocialistische partijen. De fractie verzet zich niet tegen Europese integratie, maar tegen het huidige neoliberale karakter van de Europese Unie. 
De fractie kwam tot stand in 1995, toen Oostenrijk, Finland en Zweden tot de Europese Unie toetraden. Linkse partijen uit de laatstgenoemde landen sloten zich aan bij de fractie Europees Verenigd Links (Frans: Gauche unitaire européenne, GUE) en verzochten de naam te veranderen in Europees Unitair Links - Noords Groen Links (Engels: Confederal Group of the European United Left/Nordic Green Left, Frans: Groupe confédéral de la Gauche unitaire européenne/Gauche verte nordique, afgekort: GUE/NGL). In januari 2021 werd de naam veranderd naar de huidige fractienaam.
Aan het begin van de 10e legislatuur (2024-2029) telde de fractie 46 van de 720 zetels. In België is de PVDA/PTB (2 Europarlementariërs sinds 2024) aangesloten, in Nederland de Partij voor de Dieren (1 europarlementariër sinds 2014) en voorheen de SP (2 parlementariërs tot 2019, sindsdien niet meer vertegenwoordigd). De fractie staat relatief het sterkst in Cyprus, Griekenland en Ierland. Veel van de bij de fractie aangesloten parlementariërs zijn lid van Europees Links, een klein deel is lid van de Europese Vrije Alliantie en een klein deel is geen lid van een Europese politieke partij. Daarnaast zijn sommige parlementariërs actief in andere samenwerkingsverbanden, waaronder Nu het volk!, de Noordse Groen-Linkse Alliantie en Animal Politics EU.

## Leden

Zittingsperiode 2024-2029
Donkerrode landen hebben meerdere parlementsleden in de GUE/NGL-fractie; roze landen hebben elk één parlementslid.

Lidmaatschap of geassocieerd lidmaatschap staat open voor partijen en individuele Europarlementsleden.
| Land                | Partij of kieslijst                          | Zetels | Zetels | Zetels | Zetels | Zetels | Zetels | Zetels |
| Land                | Partij of kieslijst                          | 1995   | 1999   | 2004   | 2009   | 2014   | 2019   | 2024   |
| ------------------- | -------------------------------------------- | ------ | ------ | ------ | ------ | ------ | ------ | ------ |
| België              | Partij van de Arbeid                         | -      | -      | -      | -      | -      | 1      | 2      |
| Cyprus              | Progressieve Partij van de Arbeiders         | -      | -      | 2      | 2      | 2      | 2      | 1      |
| Denemarken          | Socialistische Volkspartij                   | 1      | 1      | -      | -      | -      | -      | -      |
| Denemarken          | Volksbeweging tegen de EU                    | -      | -      | 1      | 1      | 1      | -      | -      |
| Denemarken          | Enhedslisten                                 | -      | -      | -      | -      | -      | 1      | 1      |
| Duitsland           | Partei des Demokratischen Sozialismus        | -      | 6      | 7      | -      | -      | -      | -      |
| Duitsland           | Die Linke                                    | -      | -      | -      | 8      | 7      | 5      | 3      |
| Duitsland           | Partei Mensch Umwelt Tierschutz              | -      | -      | -      | -      | 1      | 1      | 1      |
| Finland             | Linkse Alliantie                             | 2      | 1      | 1      | -      | 1      | 1      | 3      |
| Frankrijk           | Franse Communistische Partij                 | 7      | 11     | 3      | -      | -      | -      | -      |
| Frankrijk           | La France insoumise                          | -      | -      | -      | 5      | 4      | 6      | 9      |
| Griekenland         | Synaspismos                                  | 2      | 2      | 1      | -      | -      | -      | -      |
| Griekenland         | Communistische Partij van Griekenland        | 2      | 3      | 3      | 2      | -      | -      | -      |
| Griekenland         | Sociaaldemocratische beweging                | -      | 2      | -      | -      | -      | -      | -      |
| Griekenland         | SYRIZA                                       | -      | -      | -      | 1      | 6      | 6      | 4      |
| Ierland             | Sinn Féin                                    | -      | -      | 1      | -      | 3      | 1      | 2      |
| Ierland             | Socialistische Partij                        | -      | -      | -      | 1      | -      | -      | -      |
| Ierland             | onafhankelijk                                | -      | -      | -      | -      | 1      | 3      | 1      |
| Italië              | Heropgerichte Communistische Partij          | 5      | 4      | 5      | -      | -      | -      | -      |
| Italië              | Partij van Italiaanse Communisten            | -      | 2      | 2      | -      | -      | -      | -      |
| Italië              | L'Altra Europa con Tsipras                   | -      | -      | -      | -      | 3      | -      | -      |
| Italië              | Italiaans Links                              | -      | -      | -      | -      | -      | -      | 2      |
| Italië              | Vijfsterrenbeweging                          | -      | -      | -      | -      | -      | -      | 8      |
| Kroatië             | Kroatische Partij van de Arbeid              | -      | -      | -      | 1      | -      | -      | -      |
| Letland             | Socialistische Partij van Letland            | -      | -      | -      | 1      | -      | -      | -      |
| Nederland           | Socialistische Partij                        | -      | 1      | 2      | 2      | 2      | -      | -      |
| Nederland           | Partij voor de Dieren                        | -      | -      | -      | -      | 1      | 1      | 1      |
| Portugal            | Partido Comunista Português                  | 3      | 2      | 2      | 2      | 3      | 2      | 1      |
| Portugal            | Links Blok                                   | -      | -      | 1      | 3      | 1      | 2      | 1      |
| Spanje              | Sumar                                        | 9      | 4      | 1      | 1      | 5      | 2      | 1      |
| Spanje              | Podemos                                      | -      | -      | -      | -      | 5      | 3      | 2      |
| Spanje              | Euskal Herria Bildu                          | -      | -      | -      | -      | 1      | 1      | 1      |
| Tsjechië            | Communistische Partij van Bohemen en Moravië | -      | -      | 6      | 4      | 3      | 1      | -      |
| Verenigd Koninkrijk | Sinn Féin                                    | -      | -      | 1      | 1      | 1      | 1      | -      |
| Zweden              | Vänsterpartiet                               | 3      | 3      | 2      | 1      | 1      | 1      | 2      |
| Totaal              | Totaal                                       | 34     | 42     | 41     | 35     | 52     | 41     | 46     |

zittingsperiode 2024/2029

Europese Volkspartij · Progressieve Alliantie van Socialisten en Democraten · Patriotten voor Europa · Europese Conservatieven en Hervormers · Renew Europe · De Groenen/Vrije Europese Alliantie · Linkse Fractie · Europa van Soevereine Naties
niet-fractiegebonden leden